# Vuile Beek (Haarlem)
De Vuile Beek is een voormalige beek die binnen de stadsomwalling van Haarlem lag. De beek liep door de westelijke helft van de Burgwalbuurt en volgde een verloop van een halve cirkel, in dezelfde kromming als het Spaarne rondom deze buurt. De beek had zijn bron en monding aan de Burgwal, de waterloop waarnaar de buurt is vernoemd. Deze lagen ter hoogte van de huidige straten Beeksteeg en Kattepoort. 
In 1985 werd bodemonderzoek gedaan door de Archeologische Werkgroep Haarlem op de plek van de voormalige bebouwing van Fijnhouthandel Haarlem aan de Burgwal. Hier lag het door B.J.M. Smeet vermoede tracé van de Vuile Beek. Na archeologisch onderzoek werd een restant van de Vuile Beek aangetroffen, tezamen met vele archeologische vondsten, voornamelijk aardewerk en leer.
Aangenomen werd dat de Vuile Beek een ontwateringssloot is geweest, waarmee de stadsuitbreiding van de Burgwalbuurt geschikt gemaakt werd voor bebouwing. De beek is reeds voor 1560 gedempt.